# Lögmannsannáll
Lögmannsannáll (del nórdico antiguo: Anales de los Gobernadores) es uno de los anales medievales islandeses conservados en el manuscrito AM 420 B (c. 1362-1390) y el más conocido. Fue escrito en su mayor parte por Einarr Hafliðason. Su contenido parte desde los martirios de San Pedro y San Pablo, hasta una única entrada fechada en 1361 que aparece cortada de la mano del autor y es sustituido por otro escritor que completa su aportación hasta 1380, posiblemente desde Hólar. En los siguientes cuatro años, entre 1381 y 1384, aparece un tercer escritor, y por el estilo se deduce que el manuscrito se trasladó al norte, a Skálholt. Las entradas finalizan en 1430.

## Nýi annáll
Nýi Annáll, que literalmente significa «Nuevos Anales», es el último fragmento de Lögmannsannáll, que corresponde a las entradas entre 1393 y 1430. Se consideran los últimos anales islandeses y el único escrito en el siglo XV. No aparecen en el manuscrito AM 420 B, pero si en una copia del siglo XVII AM 420 C.